# کورورتا
کورورتا (انگلیسی: Kurorta) یک شهرک در شهرستان گافوریسکی استان باشقیرستان کشور روسیه است.